# Chlorocala
Chlorocala – rodzaj chrząszczy z rodziny poświętnikowatych i podrodziny kruszczycowatych.

## Gatunki
Do rodzaju należy 13 gatunków:
- Chlorocala affinis (Kraatz, 1880)
- Chlorocala africana (Drury, 1773)
- Chlorocala cinctipennis (Moser, 1903)
- Chlorocala clypealis (Burgeon, 1934)
- Chlorocala conjux (Harold, 1880)
- Chlorocala guerini (Janson, 1888)
- Chlorocala hypoxantha (Harold, 1879)
- Chlorocala monoceros (Gory & Percheron, 1833)
- Chlorocala nigricollis (Kraatz, 1880)
- Chlorocala similis (Moser, 1907)
- Chlorocala smaragdina (Voet, 1779)
- Chlorocala suturalis (Fabricius, 1775)
- Chlorocala viridicyanea (Palisot de Beauvois, 1805)